# عين قمور (بني حمايد)
عين قمور هو دُوَّار يقع بجماعة الخروب، إقليم تطوان، جهة طنجة تطوان الحسيمة في المملكة المغربية. ينتمي الدوّار لمشيخة بني حمايد التي تضم 10 دواوير. يقدر عدد سكانه بـ 432 نسمة حسب الإحصاء الرسمي للسكان والسكنى لسنة 2004.

## روابط خارجية
- البوابة الوطنية للجماعات الترابية نسخة محفوظة 12 مارس 2018 على موقع واي باك مشين.
- المندوبية السامية للتخطيط